# 沈阳证券交易市场
沈阳证券交易市场是中华人民共和国第一家有价证券交易市场，由沈阳市信托投资公司设立于1986年8月5日，关闭于1993年。

## 背景
1980年代中期，中国的国库券、企业债券在发行后不能自由认购，存在摊派强制购买的情况，而没有债券自由交易的二级市场。当时在中国国内，沈阳具有对改革较宽容的政治环境；经济上也有繁荣的市场和稳定的物价；金融业相对发达，是当时国内为五个金融体制改革试点城市之一；长期以来沈阳的经济在中国国内位居前列，当地的金融业工作者经验较为丰富。
1985年中国人民银行沈阳市分行代替市政府制定了《沈阳市股票、债券管理暂行办法》，1986年8月时,沈阳已有30多个企业向社会或企业内部发行了价值3亿元以上的债券。:69

## 沿革
经过中国人民银行沈阳市分行的批准，沈阳市信托投资公司承担了组织债券买卖、转让的业务。8月5日，沈阳市政府、人民银行分行和沈阳市信托投资公司共同召开新闻发布会，宣告业务开始。:69
沈阳有价证券交易市场由沈阳市信托投资公司设立于公司所在地，当时地址为沈阳市和平区市府大路六段23号。开业当天参加交易者有400余人，成交量约15000元。当时该市场所交易的证券仅限1986年4月沈阳市工商银行投资信托公司所代理发行的黎明机械公司第二期有奖有息债券和1986年3月沈阳市建设银行所代理发行的沈阳市工业品贸易中心第二期大厦建设有奖有息债券。:69
1992年，中国证监会成立，统一了当时中国的证券市场。1993年，沈阳有价证券交易市场随之关闭。

## 轶事
作为中华人民共和国第一家证券交易市场，沈阳市信托投资公司担心开幕当天来客稀少，已安排在1986年8月5日从沈阳市黎明机械厂和沈阳市工业品贸易中心分别接来一卡车的工人营造声势，然而在新闻发布会结束后，信托投资公司的人自发布会会场（市政府）到达交易市场时，发现会场已经被真正的交易者挤满。